# Spiritisme abracadabrant
Spiritisme abracadabrant, známý také jako Spiritisme extravagant nebo Spiritisme fin de siècle, je francouzský němý film z roku 1900. Režisérem je Georges Méliès (1861–1938). Film trvá zhruba jednu minutu. Ve Spojených státech měl film premiéru až v roce 1903.
Film je považován za remake snímku Le Déshabillage impossible.

## Děj
Muž položí na stoličku svůj deštník, který vzápětí uletí. Muž se rozčílí a položí na stoličku svůj klobouk. Kloubouk se začne hýbat a muž se rozhodne ho položit na stůl. Když si chce sundat kabát, objeví se čepice na hlavě. Když si chce sundat čepici, má náhle sobě kabát. Po několika pokusech sundat si čepici a kabát, se na konci zdá, že nad oblečením zvítězil. Ukáže prstem na oblečení a z plného hrdla se mu směje. V mžiku je však znovu oblečen a rozhořčeně kvůli tomu odchází.